# Fábio Santos (ur. 1987)
José Fábio Santos de Oliveira (ur. 21 kwietnia 1987) – brazylijski piłkarz występujący na pozycji napastnika.

## Kariera piłkarska
Od 2005 roku występował w Mito HollyHock, Shonan Bellmare, Coruripe, Gama, Villa Rio, Botafogo, Tokushima Vortis, São Caetano, Oeste, Avaí FC, Vitória, Red Bull Brasil, Daegu FC, Ponte Preta, América, Central i URT.